# سمفونیک بلک متال
سمفونیک بلک متال (به انگلیسی: Symphonic Black metal) یک همسانی در اجزاء و ترکیبات شبیه به ملودیک بلک متال دارد اما ساختار و سرشتی وسیع‌تر که با بکاربردن کیبورد یا سازهای معمول مورد استفاده در موزیک کلاسیکال، در شباهتی نزدیک به سیمفونیک متال قرار دارد.
گروه‌های سیمفونیک بلک متال خصوصیاتی مانند جوّسازی‌های کیبورد مطابق با موزیک دُم متال و گوثیک متال ارائه می‌دهند و به عنوان عناصری اضافی از سازهای ارکسترال مانند ویولن، چلو و… استفاده می‌کنند که اکثراً با سمپل‌های کیبورد به صدا در می‌آیند و از آنها برای پشتیبانی و پوشش بیشتر بخشهای مختلف صدا بهره می‌جویند که کیبورد با صدایی تفکیک شده از دیگر سازها تمام درون و بیرون یک قطعه موسیقی را انسجام می‌دهد.
بعضی اوقات سیمفونیک بلک متال با گوثیک متال اشتباه فرض می‌شود، که ناشی از تطابق و اقتباس‌هایشان از این ژانر و نواختن گروه‌ها از این شیوه می‌باشد. همچنین گاهگاهی باندهای سیمفونیک بلک متال به اشتباه رده‌بندی شده‌اند مانند هردو موجودیت و گفته می‌شوند گوثیک بلک، گروه‌های Cradle Of Filth و Summoning هر دو موضوع‌ها را از لحاظ این ادعا داشته‌اند. مثال سیمفونیک بلک متال گروه‌هایی مانند: Dimmu Borgir, Gehenna,Graveworm,Tiamat, Dragonlord, Vaakevandring, Crimson Moonlight, Apostasy Anorexia Nervosa, Emperor,Opera IX,Carpathian Forest هستند.